# Долина цветов (фильм)
«Долина цветов» (англ. Valley of Flowers) — художественный фильм 2006 года совместного производства нескольких стран: Франции, Германии, Швейцарии, Индии и Японии.
Красивая история любви и поиска бессмертия, зарождающаяся в песках Великого шёлкового пути, но разрушающая отношения старых верных друзей, где из-за роковой ошибки запускается колесо Сансары — бесконечная череда перерождений. Удивительная гималайская легенда о любви, смерти и бессмертии, растянувшаяся более чем на два столетия, которая заканчивается в современном Токио.

## Сюжет
Он встретил её, сначала не доверяя и желая прогнать. А она знала его с самого начала. Она выбрала его, она, колдунья, совершила обряд, чтобы получить его любовь. Кажется, её мечта сбылась…
Но счастье, что было таким безмерным, оказалось хрупким, как стекло. Нет, ничто не способно вернуть им прежнюю любовь. Он вынужден идти по земле на протяжении долгих лет, пытаясь покончить с собой тысячи раз, и всё безуспешно. А она, воплощаясь снова и снова, не знает, где он, как его найти, но помнит его образ и переносит его из одной своей жизни в другую.
И однажды на мгновение они встретились. Но старый колдун Йети, тот, что следит за справедливостью в этом мире, подобно безмолвному повороту восьмиспицевого колеса Будды, совершает правосудие Кармы: подарив Джалану цветок, он обрекает их союз на очередное забвение в веках…
Так где же она, любовь? Можно ли своим желанием построить счастье? Можно ли колдовством обмануть саму жизнь?
Она пыталась, но получила лишь страдания для себя. Он поддался, но слишком рано канул в небытие. Видимо, такая их судьба — встретиться где-то за пределами этого жестокого мира, там, на склонах снежных вершин Гималаев, там, в цветущей Долине Цветов…
Создатель романа
Сюжет фильма снят по роману Александры Давид-Неэль (в соавторстве с ламой Йонгденом) «Магия любви и чёрная магия»